# Пресас, Эрнесто Амадор

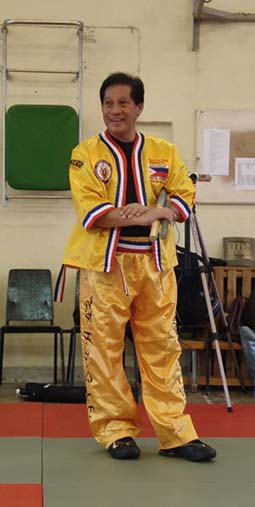
Эрнесто Амадор Пресас

Эрнесто Амадор Пресас (исп. Ernesto Amador Presas; 20 мая 1945, Филиппины — 1 ноября 2010) — создатель стиля филиппинского боевого искусства Комбатан-арнис.

## Биография
Начал заниматься традиционными филиппинскими боевыми искусствами в 8 лет под руководством своего деда Леона Пресаса и отца Хозе Пресаса. Его отец прославился как один из немногих непобедимых бойцов, прозванных «Димасалаг» — «Неуязвимый» или «Тот, кого нельзя коснуться». В семье Пресасов бойца признавали мастером только после того, как он выдерживал бой в полный контакт и без доспехов на деревянных палках-бастонах против других призннаных мастеров. У отца и деда он обучился таким техникам как далаван бастон и соло бастон, синавали, Палис Палис, Санкети и Трастсада, Трес Пантос, Дос Пантос, эспада и дага, Абанико Доблада, Очо Очо и другие.
Эрнесто Пресас уже детстве проявил себя как разносторонний спортсмен — он занимался легкой атлетикой, футболом и баскетболом. Став старше, Эрнесто стал посещать тренировки в других школах единоборств, как филиппинских, так и японских, китайских и тайских. И достиг в них весьма значительных успехов — он имеет высшие звания в нескольких боевых искусствах: Лакан Сампу (X Дан) в Арнис, Лакан Сампу (X Дан) в мано-мано, VIII Дан в Филиппино Вэпонри (работа с оружием), он также является признанным специалистом в дзюдо, дзю-дзюцу, бодзюцу, кэндо, каратэ, в работе с тонфой, саями, нунчаками и балисоном.
Когда Эрнесто Пресас был молодым, он мечтал возродить национальное боевое искусство, которое так долго было неотъемлемой частью филиппинской истории и культуры. Однако он понимал, что классические системы могут оказаться не очень интересны для современных людей. Благодаря серьёзному знакомству с различными стилями и направлениями, и проанализировав классические системы, он создал концепцию эффективной боевой системы, полностью вписывающуюся в современную культуру и концепцию боевых искусств. Несмотря на это, он встретил противодействие со стороны филиппинского общества, которое, в то время, склонялось к зарубежным ценностям, включая и боевые искусства. Поворотным моментом для Грандмастера Эрнесто Пресаса стал 1970 г. — он был приглашен в Японию для демонстрации искусства Арнис на международной выставке «Экспо-70». Победы филиппинского мастера, вооруженного ротанговыми бастонами, над прославленными японскими кэндоистами произвели фурор. Японские фехтовальщики признали Пресаса «королём филиппинского кэндо». В 1974 г. Пресаса вновь пригласили в Японию, где его выступления посещал мастер каратэ Годзю-рю Гогэн Ямагути.
Вернувшись в Манилу, он открыл свой первый зал с помощью своего друга учителя, Грандмастера Модерн-Арнис Фредерико Лазо. Его пригласили преподавать: Университет Санто-Томас, центральный колледж Филиппин, Дальневосточная военная академия, Филиппинская национальная полицейская Академия и Филиппинская школа офицеров воздушных сил. Позже Грандмастер Пресас основал Modern Arnis Association of the Philippines International и ARJUKEN (Arnis-Jujutsu-Kendo) Karate Association для пропаганды воинских искусств на самих Филиппинах.
Грандмастер Пресас много сделал для того, чтобы филиппинские боевые искусства стали популярны во всем мире. В 1975 г. он основал Международную федерацию филиппинских боевых искусств (IPMAF). После этого его стиль стал развиваться в Германии, Дании, Швеции, Норвегии, Швейцарии, Канаде, США, Мексике, Пуэрто-Рико, Новой Зеландии, Саудовской Аравии, Северной Африке и Австралии, а сейчас и в России и СНГ.